# Heinrichsreith
Heinrichsreith ist eine Ortschaft und eine Katastralgemeinde der Stadtgemeinde Drosendorf-Zissersdorf im Bezirk Horn im niederösterreichischen Waldviertel mit 59 Einwohnern (Stand 1. Jänner 2024).

## Geografie
Das Dorf östlich von Drosendorf befindet sich an der Staatsgrenze nach Tschechien und wird von der Landesstraße L41 erschlossen. Im Nordwesten des Ortes befindet sich ein Gutshof. Zur Ortschaft zählt weiters die Lage Mauthäusl an der L41 in Richtung Langau. Am 1. April 2020 umfasste die Ortschaft 42 Adressen.

## Geschichte
Schweickhardt beschrieb die Bewohner als zumeist mittelmäßig bestiftete Landbauern, die Körner ernteten, aber auch Wicke, Linsen, Kohl, Flachs, Klee und Spark als Futter für das Vieh pflanzten. Schweickhardt erwähnte auch den herrschaftlichen Meierhof und weiters eine Ziegelbrennerei. Im Jahr 1822 wurde der Ort als Dorf mit 20 Häusern genannt, das nach Drosendorf eingepfarrt war, wohin auch die Kinder eingeschult wurden. Die Herrschaft Drosendorf besaß die Ortsobrigkeit, übte die Landgerichtsbarkeit aus, besorgte die Konskription und hatte die Grundherrschaft inne. Laut Adressbuch von Österreich waren im Jahr 1938 in der Ortsgemeinde Heinrichsreith ein Gastwirt, ein Schmied, zwei Schweinehändler und mehrere Landwirte ansässig. Zudem gab es eine Spiritusfabrik.

## Persönlichkeiten
- Raimund Bauer (1913–2000), Jurist und Heimatforscher